# Équipe d'Islande de Coupe Davis
L'équipe d'Islande de Coupe Davis représente l'Islande à la Coupe Davis. Elle est placée sous l'égide de la Fédération islandaise de tennis.

## Historique
Créée en 1996, l'équipe d'Islande de Coupe Davis n'a jamais réalisé de meilleure performance que d'évoluer dans le groupe III de la zone Europe-Afrique.

## Joueurs de l'équipe
Les chiffres indiquent le nombre de matchs joués-remportés
- Arnar Sigurdsson (61-30)
- Magnus Gunnarsson
- Birkir Gunnarsson
- Teitur Marschall